# Jatropha tlalcozotitlanensis
Jatropha tlalcozotitlanensis är en törelväxtart som beskrevs av J.Jiménez Ram.. Jatropha tlalcozotitlanensis ingår i släktet Jatropha och familjen törelväxter. Inga underarter finns listade i Catalogue of Life.